# استان ویا کلارا
استان ویا کلارا (به اسپانیایی: Provincia de Villa Clara) یکی از استان‌های کوبا است.

## خصوصیات
استان ویا کلارا ۸٬۴۱۳٫۱۳ کیلومترمربع مساحت و ۸۰۳٬۵۶۲ نفر جمعیت دارد.

## نگارخانه

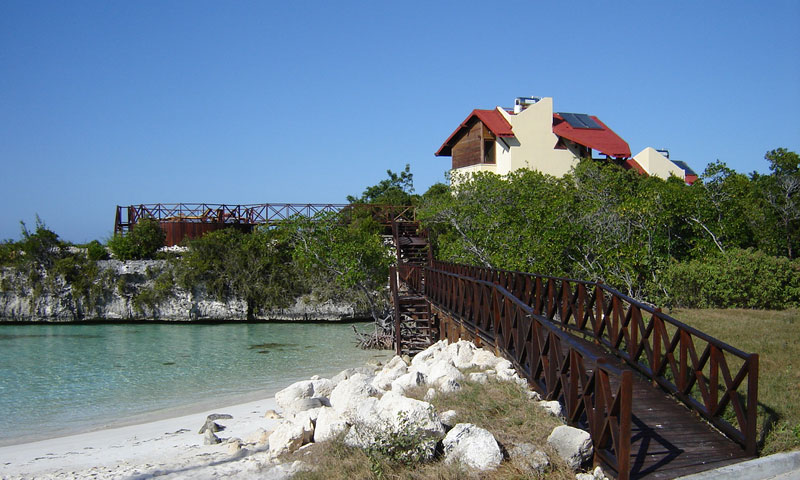
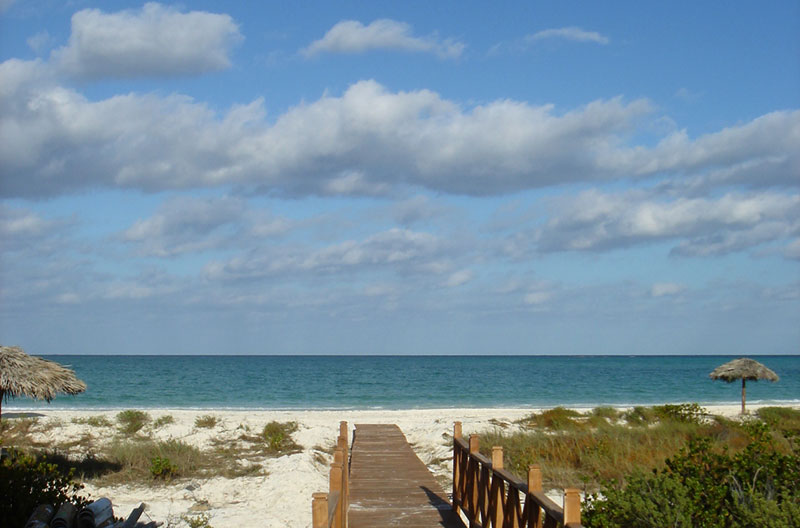
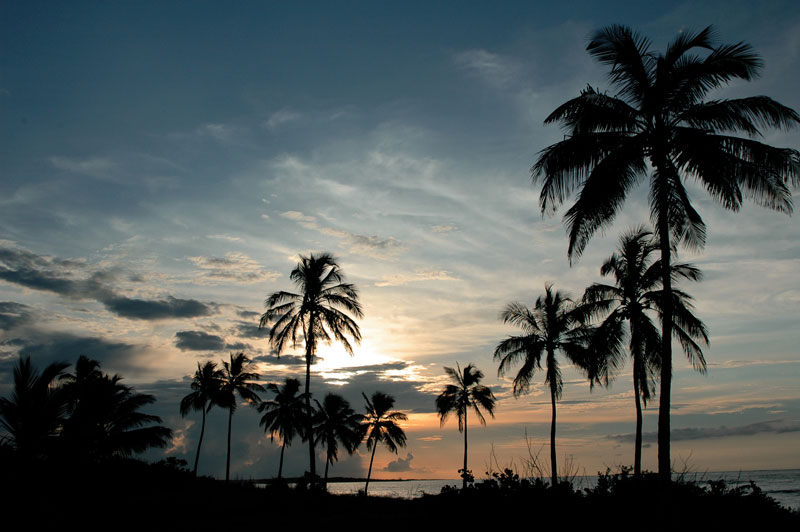
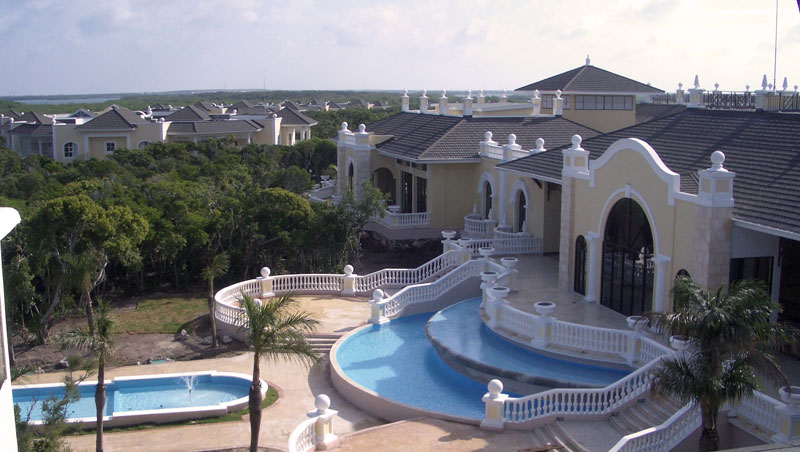
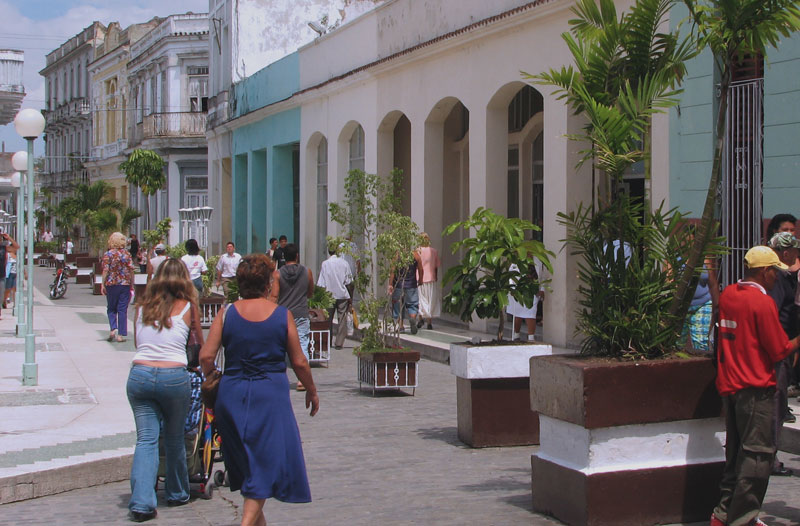
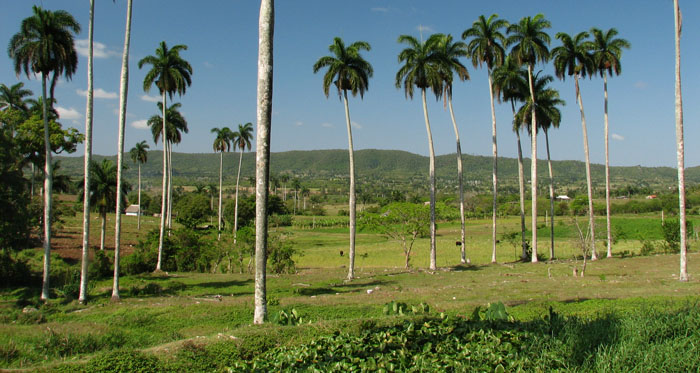
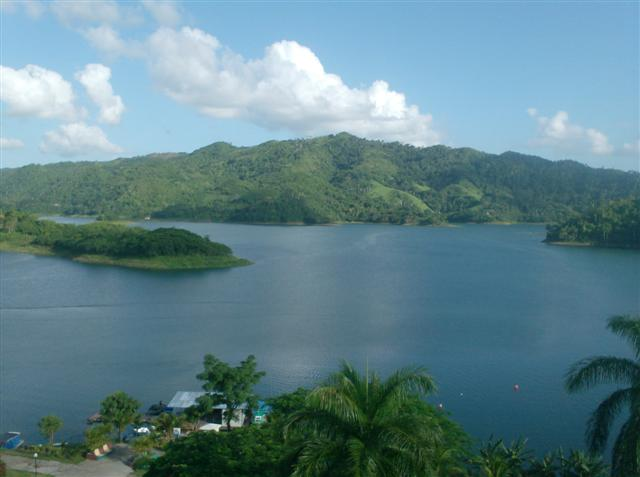
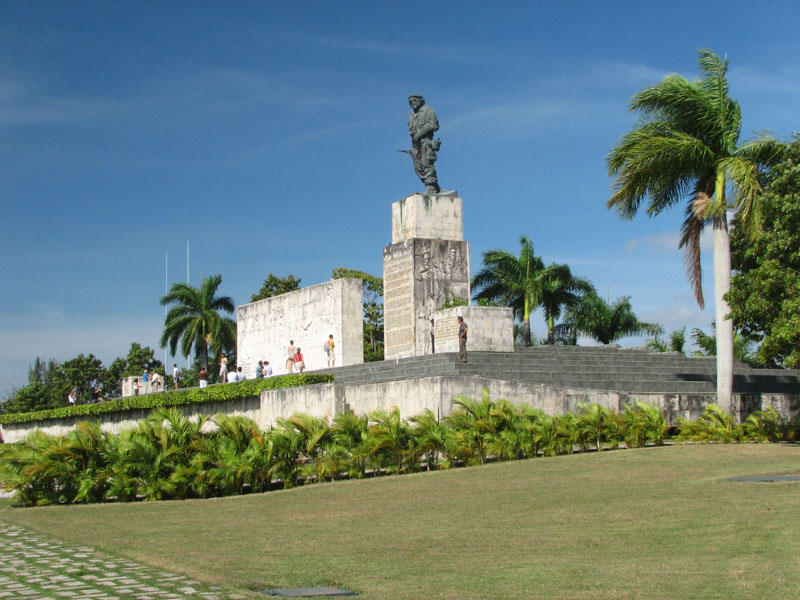